# ليندا ميلر (مهندسة مدنية)
ليندا ميلر (بالإنجليزية: Linda Miller)‏ هي مهندس مدني أمريكية، ولدت في 1961.